# 亞納哈哈山 (查查斯區)
15°27′55″S 72°11′40″W / 15.46528°S 72.19444°W

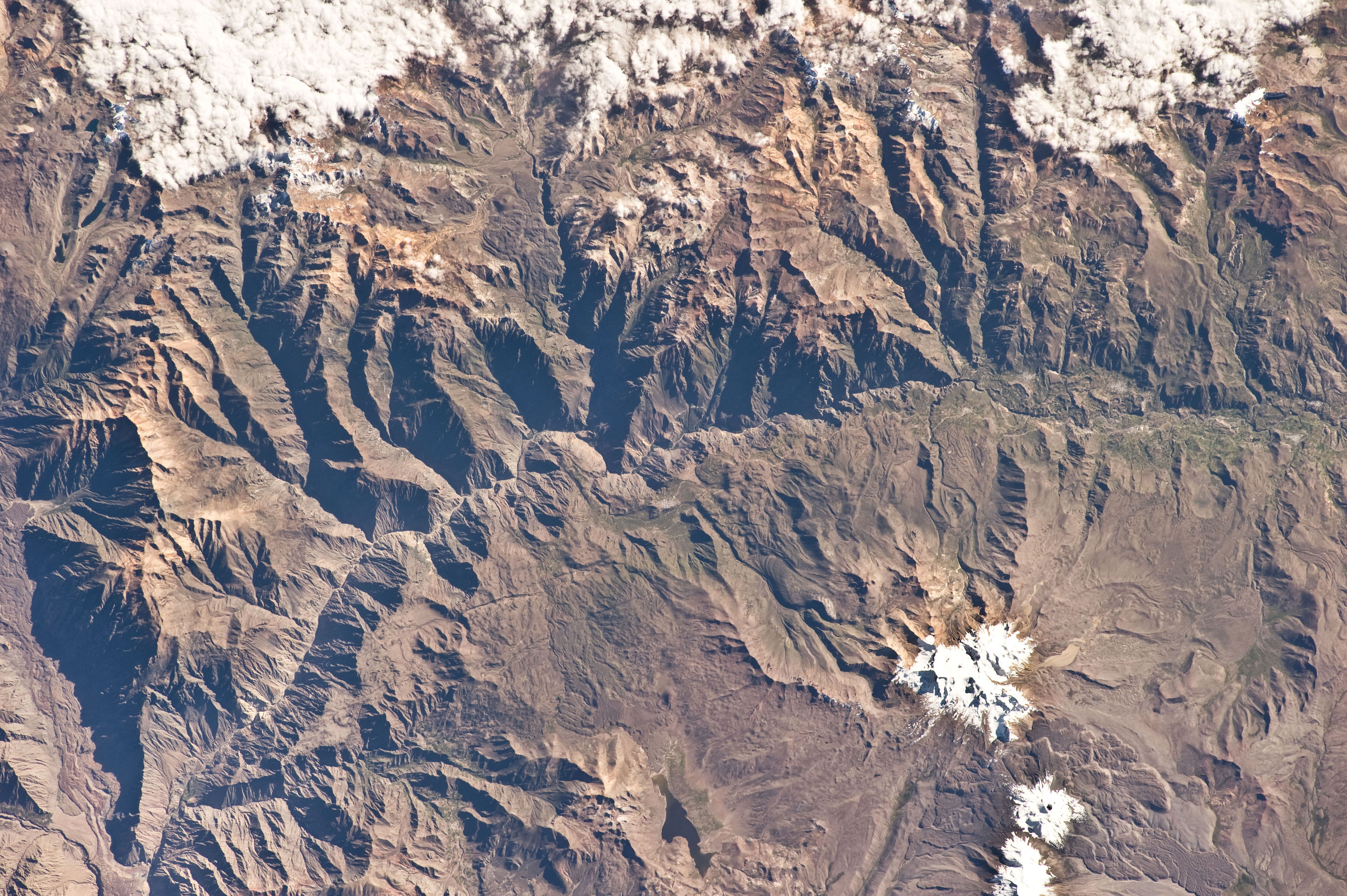

亞納哈哈山（Yanajaja），是秘魯的山峰，位於該國南部阿雷基帕大區，由卡斯蒂利亞省的查查斯區負責管轄，屬於奇拉山脈的一部分，海拔高度5,173米。